# Estación Coihue
Coihue o Coigüe es una estación ferroviaria ubicada en la localidad de Coihue, comuna de Negrete, región del Biobío, que fue construida junto con el Ferrocarril Talcahuano - Chillán y Angol, inugurado en 1878. Luego pasó a formar parte de la Red Sur de los Ferrocarriles del Estado, y durante el siglo XX fue cabecera de tanto el ramal Coihue-Nacimiento así como del ramal Coihue-Mulchén, siendo este último levantado en 2004. Actualmente no presta servicios de pasajeros. Está al sur del Puente Ferroviario Biobío en Coihue.

## Historia

### SigloXIX
Luego de la construcción del ferrocarril entre Chillán, San Rosendo y Talcahuano en 1872, y con las intenciones por parte del gobierno de seguir extendiendo su cobertura hacia el sur del país, el 30 de septiembre de 1871 se dio la autorización para los estudios de estas obras, y en diciembre de 1872 se contrata al contratista Juan Slater para comenzar con los trabajos, y el 25 de mayo de 1873 se inauguran los trabajos de construcción del ferrocarril desde San Rosendo hasta Angol, incluyendo el ramal que conectase con la ciudad de Los Ángeles.
El primer ferrocarril que llegó a Angol fue en 1876. Sin embargo, para 1876 solo el 87% de la obra estaba concluida, y entre las obras faltantes quedaba por construir los edificios de esta estación. Debido a la falta de cierre de obras y la construcción de infraestructura deficiente, se produjo una disputa legal entre el Estado de Chile y Slater durante 1877, ya que por contrato la construcción tuvo que finalizar el 5 de mayo de 1876. El problema fue resuelto durante ese año.
La red completa del ferrocarril entre Talca y Angol, incluida esta estación, fueron inauguradas el 1 de enero de 1878. La primera versión del edificio de la estación —la boletería y la vivienda del jefe de estación— fue una construcción de abode y bodegas de madera.
En 1882 inician los estudios para la construcción del ramal Coihue-Mulchén, y el inicio de las obras ocurrió en 1888. El primer tramo, entre Coihue y Lapito, fue entregado el 1 de enero de 1893, mientras que el tren llegó a Mulchén el 27 de abril de 1895, siendo inaugurado oficialmente el 1 de mayo de 1896.
El 1 de junio de 1889 el presidente José Manuel Balmaceda anunció en su discurso de apertura del Congreso Nacional el interés que su gobierno tiene en construir un ferrocarril entre Coihue y Nacimiento. El 11 de septiembre de 1889 se aprueba el presupuesto para la construcción del ramal entre Coihue y Nacimiento.

### SigloXX
El 22 de mayo de 1909 se hace entrega del Ramal Coihue-Nacimiento.
A finales de la década de 1980, las vías de 42,8 km de longitud entran en desuso, por lo que debido a la recomendación y petición de EFE, el 13 de diciembre de 2004 se remueven los restos del ramal.

### SigloXXI
En 2002 se presentan algunos servicios de pasajeros del Tren Talcahuano-Laja desplazándose hasta Renaico, deteniéndose en esta estación. Para la temporada alta de verano los servicios son más estables. El actual edificio fue restaurado para la inauguración del Terrasur Temuco, en diciembre de 2003. El 11 de junio de 2006 los servicios hacia Renaico se paralizan debido a problemas con las vías al norte de esta estación; en este mismo año se suspenden los servicios Terrasur Temuco. En marzo de 2008 es suprimido el servicio Laja-Renaico. En 2005 la empresa CMPC rehabilitó las vías del ramal hacia Nacimiento con el fin de desplazar servicios de carga desde sus plantas de celulosa.
En 2022 se reactivaron los servicios de carga entre la región del Biobío —esta estación— y la de Los Ríos —estación Rapaco—, luego de la destrucción de los puentes ferroviarios de Toltén y Cautín. Se ha buscado la manera de reactivar el servicio Laja-Renaico.

## Infraestructura
La primera versión de la estación era de adobe. El edificio actual de la estación fue restaurado en diciembre de 2003, en donde le hicieron una reparación extensiva al techado. en 2010 sufrió daños debido al terremoto de afectó a la zona. El edificio sigue en buen estado de conservación, y la bodega solo conserva su obra gruesa.

## Servicios

### Anteriores
Desde la década de 1990 hasta 2008 existió el Servicio Talcahuano-Renaico que ofrecía un servicio regional para pasajeros; originalmente transitaba entre Talcahuano y Laja, pero en 2002 se extendió el servicio hasta Renaico. Luego de 2008 el servicio fue nuevamente acortado hasta Laja.